# Nedbank Cycle Challenge
Die Nedbank Cycle Challenge (ehemals Nedbank Cycle Classic) ist nach den Cycle Classics das wichtigste und größte Straßenradrennen in Namibia. Es wird von Windhoek Pedal Power unter Aufsicht des namibischen Radsportverbandes organisiert.
Das Rennen war 2006 Teil der UCI Africa Tour.
Die Nedbank Cycle Challenge wurden erstmals 1986 unter dem Namen Swabank Cycle Tour mit 89 Teilnehmern ausgetragen. Seit 2001 wird das Radrennen von der Nedbank gesponsert.
Das Rennen findet jährlich um den Valentinstag herum statt. Bis zu 1300 Radler nehmen hieran über Distanzen von 20 Kilometer, 35 Kilometer und 75 Kilometer, seit einigen Jahren auch über 100 km, durch die Hauptstadt Windhoek teil. Der Zeitrekord für 75 Kilometer wurde 2010 von Marc Bassingthwaighte mit 1:48:37 aufgestellt.

## Sieger Hauptrennen

### Männer
| Jahr | Sieger                | 2. Platz               | 3. Platz          |
| ---- | --------------------- | ---------------------- | ----------------- |
| 2001 | Mannie Heymans (1)    | Erik Hoffmann          | Jacques Celliers  |
| 2002 | Heiko Hennes          | Jacques Celliers       | Egon Laaser       |
| 2003 | Mannie Heymans (2)    | Arno Viljoen           | Tokkie Tombosch   |
| 2004 | Erik Hoffmann         | Arno Viljoen           | Mannie Heymans    |
| 2005 | Mannie Heymans (3)    | Ermin van Wyk          | Lotto Petrus      |
| 2006 | Ermin van Wyk         | Jaco Blaauw            | Tjipee Murangi    |
| 2007 | Dan Craven (1)        | Raphael Bertschinger   | Jacques Celliers  |
| 2008 | Dan Craven (2)        | Nick Du Plessis        | Heiko Redecker    |
| 2009 | Till Drobisch (1)     | Ermin van Wyk          | Tjipee Murangi    |
| 2010 | Marc Bassingthwaighte | Mannie Heymans         | Till Drobisch     |
| 2011 | Dan Craven (3)        | Jonathan Tiernan-Locke | Till Drobisch     |
| 2012 | Costa Seibeb (1)      | Heinrich Köhne         | Michael Pretorius |
| 2013 | Costa Seibeb (2)      | Heinrich Köhne         | Martin Freyer     |
| 2014 | Costa Seibeb (3)      | Lotto Petrus           | Pascal Marggraff  |
| 2015 | Costa Seibeb (4)      | Martin Freyer          | Michael Pretorius |
| 2016 | Till Drobisch (2)     | Costa Seibeb           | Lotto Petrus      |
| 2017 | Till Drobisch (3)     | Drikus Coetzee         | Xavier Papo       |
| 2018 | Dan Craven (4)        | Nolan Hoffmann         | Alex Miller       |
| 2019 | Dan Craven (5)        | Nolan Hoffmann         | Alex Miller       |
| 2020 | Victor Campenaerts    | Dan Craven             | Martin Freyer     |
| 2022 | Alex Miller           | Daniel Abraham         | Gerhard Mans      |
| 2023 | Drikus Coetzee        | Konny Looser           | Ingram Cuff       |

Top-3-Sieger
| Name           | Siege | Jahre                        | 2. Plätze | 3. Plätze |
| -------------- | ----- | ---------------------------- | --------- | --------- |
| Dan Craven     | 5     | 2007, 2008, 2011, 2018, 2019 | 1         |           |
| Costa Seibeb   | 4     | 2012, 2013, 2014, 2015       | 1         |           |
| Mannie Heymans | 3     | 2001, 2003, 2005             | 1         | 1         |
| Till Drobisch  | 3     | 2009, 2016, 2017             |           | 2         |

### Frauen
| Jahr | Sieger               | 2. Platz         | 3. Platz        |
| ---- | -------------------- | ---------------- | --------------- |
| 2001 | ?                    | ?                | ?               |
| 2002 | ?                    | ?                | ?               |
| 2003 | ?                    | ?                | ?               |
| 2004 | ?                    | ?                | ?               |
| 2005 | ?                    | ?                | ?               |
| 2006 | ?                    | ?                | ?               |
| 2007 | ?                    | ?                | ?               |
| 2008 | ?                    | ?                | ?               |
| 2009 | ?                    | ?                | ?               |
| 2010 | ?                    | ?                | ?               |
| 2011 | ?                    | ?                | ?               |
| 2012 | ?                    | ?                | ?               |
| 2013 | ?                    | ?                | ?               |
| 2014 | ?                    | ?                | ?               |
| 2015 | ?                    | ?                | ?               |
| 2016 | Genevieve Weber      | Irene Steyn      | Hester Prins    |
| 2017 | Michelle Vorster (1) | Michelle Doman   | Irene Steyn     |
| 2018 | Vera Adrian (1)      | Michelle Vorster | Michelle Doman  |
| 2019 | Vera Adrian (2)      | Michelle Vorster | Genevieve Weber |
| 2020 | Michelle Vorster (2) | Imke Jagau       | Risa Dreyer     |
| 2021 | Vera Adrian (3)      | Michelle Vorster | Genevieve Weber |
| 2022 | Vera Looser (4)      | Melissa Hinz     | Genevieve Weber |
| 2023 | Risa Dreyer          | Belinda van Rhyn | Nicola Fester   |

Top-3-Sieger (seit 2016)
| Name                 | Siege | Jahre                  | 2. Plätze | 3. Plätze |
| -------------------- | ----- | ---------------------- | --------- | --------- |
| Vera Looser (Adrian) | 4     | 2018, 2019, 2021, 2022 |           |           |
| Michelle Vorster     | 2     | 2017, 2020             | 3         |           |
| Genevieve Weber      | 1     | 2016                   |           | 3         |